# Netřeskovec výběžkatý
Netřeskovec výběžkatý (Jovibarba globifera), dříve také netřesk výběžkatý, je tučnolistá rostlina z čeledi tlusticovité (Crassulaceae). Vyskytuje se ve volné přírodě, ale často se i pěstuje jako skalnička.

## Popis
Netřeskovec výběžkatý je vytrvalá rostlina, která vytváří kulovité tučnolisté růžice (mohou mít v průměru až 3,5 cm), z jejichž středu mohou vyrůstat i 15–30 cm vysoké květonosné lodyhy. Každý květ má 6 korunních lístků žlutobílé barvy s třásnitým okrajem. Po odkvětu odumírá nejen květonosná lodyha, ale i celá rostlina (tzv. monokarpické rostliny). Rozmnožovací schopnost této rostliny se však zvyšuje schopností tvorby krátkých výběžků, které nesou dceřiné listové růžice (vegetativní rozmnožování).

## Rozšíření a stanoviště
Netřeskovec výběžkatý se vyskytuje ve střední a východní Evropě, v České republice roztroušeně po celém území především na skalním podkladu různého složení (viz dále). U netřesku výběžkatého se vyskytuje poměrně značná variabilita a rozlišuje se množství poddruhů. Z nich v České republice rostou jen dva:

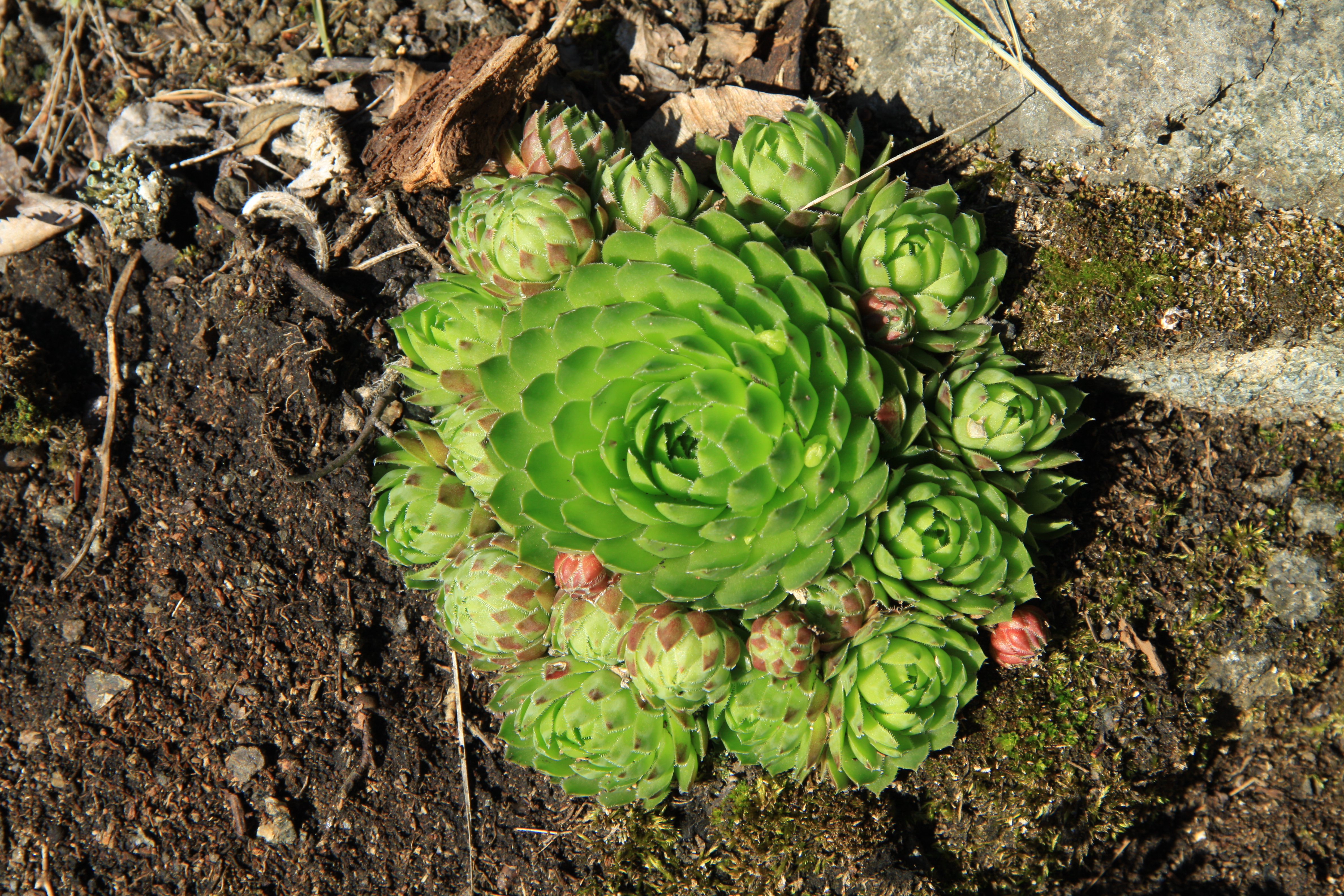
Netřeskovec výběžkatý na území přírodní památky Kalvárie v Motole

- netřeskovec výběžkatý pravý (Jovibarba globifera ssp. globifera) — v menší míře na vápencovém (Český kras aj.), častěji pak na nevápencovém podkladu, roztroušeně zejména v Čechách a na západní Moravě[2]
- netřeskovec výběžkatý srstnatý (Jovibarba globifera ssp. hirta) — na vápnitém podkladu, pouze na jižní Moravě v Pavlovských vrších, Brněnsku, Moravském krasu a izolovaně i na severní Moravě u Štramberka[2].

Netřeskovec výběžkatý je v České republice ohroženým druhem (C3).